# 弗兰克-彼得·比朔夫
弗兰克-彼得·比朔夫（德語：Frank-Peter Bischof，1954年8月20日—），德国男子皮划艇运动员。他曾代表东德参加1976年和1980年夏季奥林匹克运动会皮划艇比赛，其中1976年奥运会获得一枚铜牌。